# Vegacervera
Vegacervera egy község Spanyolországban, León tartományban. Lakosainak száma 258 fő (2024).

## Földrajza
Vegacervera Matallana de Torío, La Pola de Gordón, Villamanín és Cármenes községekkel határos.

## Látnivalók
Területén, Valporquero de Torío település mellett található a Valporquerói-barlang.

## Népesség
A település lakosságának változását az alábbi diagram mutatja:
| Lakosok száma | 363  | 334  | 353  | 354  | 351  | 327  | 293  | 279  | 266  | 258  |
|               | 2001 | 2004 | 2007 | 2009 | 2012 | 2014 | 2017 | 2019 | 2022 | 2024 |